# GTKam
 (septembre 2012).
GTKam est un logiciel qui met en œuvre une interface graphique pour la bibliothèque de gPhoto, permettant d'échanger des fichiers et de contrôler à distance des appareils photo numériques.
En fonction de leur support dans la bibliothèque gPhoto2, sur certains appareils photo, notamment les reflex numériques Nikon, certains reflex numériques Canon, ainsi que quelques pockets et bridges Canon, il est possible de contrôler l'appareil depuis l'ordinateur, et sur ceux qui le permettent, notamment via le protocole ptp, d'avoir l'affichage du viseur en temps réel sur l'écran. Les logiciels libres DigiKam et Entangle proposent également cette dernière fonctionnalité. Darkroom quant à lui permet le contrôle des paramètres pour la capture, mais pas la prévisualisation. EOS Movie Record, un autre logiciel libre utilisant libgphoto permet, uniquement sur les Canon (dû à des tables en dur dans le programme), d'enregistrer des vidéos.

## Référence
1. ↑  (en) « Remote controlling cameras », sur gphoto.sourceforge.net